# ییرژی تراکسلر
ییرژی تراکسلر (چکی: Jiří Traxler; ۱۲ مارس ۱۹۱۲ – ۷ اوت ۲۰۱۱) پیانیست، آهنگساز، ترانه‌سرا و تنظیم کننده جاز و سوئینگ کانادایی-چک بود و به عنوان بنیانگذار و یکی از خالقان عصر موسیقی سوئینگ در چکسلواکی به حساب می‌آمد. او آخرین همکار بازمانده آهنگساز مشهور چک پیش از جنگ جهانی دوم یارسلاو یاژک بود. در سال ۱۹۵۱ او به کانادا مهاجرت کرد و تا زمان مرگش در تابستان ۲۰۱۱ با همسرش یارمیلا در ادمونتون زندگی کرد.